# Бер-Сижель, Элизабет
Э́лизабет Бер-Сиже́ль (фр. Élisabeth Behr-Sigel, русифицированная форма имени Елизаве́та Дми́триевна Бер-Сиже́ль; 21 июля 1907, Шильтигайм, Нижний Рейн, Франция — 27 ноября 2005, Эпине-сюр-Сен, Сен-Сен-Дени, Франция) — французский православный богослов, специалист по истории Церкви и по вопросам женского служения в Церкви.

## Биография
Родилась 21 июля 1907 года в пригороде Страсбурга городе Шильтигайме. Отец был потомком местных лютеран, а мать была родом из евреев Богемии.
Обучение в начальной школе проходило на немецком языке, поскольку Германия оккупировала Эльзас, но в 1919 году французский язык был возвращён. В 1921 году Бер-Сижель прошла конфирмацию в лютеранской церкви Эльзаса и Лотарингии, где в младенчестве была крещена. Она также стала членом Всемирной федерации студентов-христиан, где получила возможность встретиться с такими известными теологами, как Сюзанна де Дитрих и Марк Бёнье. После получения бакалавриата она поступила на философский факультет Страсбургского университета, где вместе с ней учился будущий философ Эммануэль Левинас.
В 1927 году поступила на факультет протестантской теологии Страсбургского университета. Здесь она познакомилась с двумя русскими студентами, которые получили стипендию на обучение в университете. Одним из них оказался будущий философ и писатель П. Н. Фидлер, который знакомит её с русской религиозной философией XIX века, а особенно с творчеством А. С. Хомякова и идеями соборности. Весной 1928 года друзья пригласили Бер-Сижель на пасхальное богослужение, которое проходило в Свято-Сергиевском православном богословском институте при участии протоиерея С. Н. Булгакова. Празднование Пасхи настолько поразило Бер-Сижель, что она решила углубить свои знания о православии. Она познакомилась с русскими эмигрантскими философами и богословами В. Н. Лосским, Е. Е. Ковалевским и П. Н. Евдокимовым. Последний стал её близким другом. Но самое большое впечатление на неё произвёл священник Лев (Жилле), перешедший из католичества в православие и создававший свой приход. Кроме того она была восхищена лекциями Булгакова в Свято-Сергиевском православном богословском институте, а также работами по софиологии, первые из которых по этой теме были напечатаны в 1939 году в Revue d'histoire et de philosophie religieuses факультета протестантской теологии Страсбургского университета.
Вернувшись осенью 1929 года в Страсбург Бер-Сижель решает принять православие. 12 декабря того же года чин присоединения через миропомазание совершает отец Лев (Жилле). Священнодействие проходило в комнате студента-химика российского происхождения Андре Бера, который спустя четыре года становится мужем Элизабет.
В 1930 году Бер-Сижель находится в Германии, куда направилась для подготовки и защиты магистерской диссертации по богословию под руководством Г. П. Федотова. В дальнейшем эта работа выйдет в 1950 году в виде отдельной монографии под названием «Молитва и святость в Русской церкви» (фр. Prière et sainteté dans l’Église russe), а отдельные главы будут напечатаны в журнале Irénikon.
В 1931 году она вернулась во Францию, где стала деканом факультета протестантской теологии Страсбургского университета. Кроме того она получила предложение исполнять обязанности пастора в реформатской Церкви в небольшой деревне в Эльзасе-Лотарингии и после бесед с архимандритом Львом (Жилле), ставшим её духовником, и протоиереем Сергием Булгаковым соглашается. Восемь месяцев она будет пастором протестантской общины, оставаясь при этом членом Православной церкви.
В феврале 1933 года архимандрит Лев (Жилле) венчает её с Андре Бером. Следуя за своим мужем, получившим работу инженера-химика в Нанси, Элизабет слагает с себя пасторское служение. В браке у супругов рождается трое детей — в 1934, 1936 и 1944 годах.
Несмотря на семейные заботы Бер-Сижель посещает Париж, где находит новых русских друзей и в 1936 году становится прихожанкой новой Церкви в честь иконы Божией Матери «Всех скорбящих Радосте» и преподобной Геновефы Парижской, а также посещает монахиню Марию (Скобцову). Она состоит в большой переписке с архимандритом Львом (Жилле) и навещает Сергия Булгакова.
В 1947 году в журнале «Живой Бог: религиозные и философские перспективы» (фр. Dieu vivant: perspectives religieuses et philosophiques) выходит её статья «Иисусова молитва и тайна духовности православного монашества» (фр. La Prière à Jésus ou le Mystère de la spiritualité monastique orthodoxe). В 1951 году в Сорбонне под научным руководством слависта Пьера Паскаля начала писать диссертацию по предложенной Булгаковым теме, о русском богослове XIX века А. М. Бухареве, Работа будет защищена спустя двадцать лет в Университете Нанси и в 1977 году выйдет в виде отдельной монографии в издательстве Éditions Beauchesne.
Она продолжает переписываться с Львом (Жилле) и посещает лекции в Cimade, которые проводит Евдокимов. Она получает предложение провести заочные курсы, которые организует центр Enotikon основанный Жаном Бальзоном и тесно связанный с журналом «Контакты». Прочтённый курс лекций станет основой для книги «Место в сердце: введение в духовность Православной церкви» (фр. Le lieu du cœur, Initiation à la spiritualité de l’Église orthodoxe) вышедшей в 1989 году. Она также выступает с лекциями в Греции и Ливане.
Из-за болезни мужа, оставившего прежнюю профессиональную деятельность, она начинает заниматься преподаванием и после работы в нескольких удалённых от дома городах, получает место в Нанси, где преподаёт философию в Учительской нормальной школе. В 1969 году Андре Бер умирает. В следующем году Бер-Сижель побеждает в конкурсе Научно-образовательного центра в Бомон-сюр-Уаз и переезжает жить в Эпине-сюр-Сен. Несколько лет спустя она стала церковной старостой франкоязычного прихода Пресвятой Троицы в крипте Собора Александра Невского. Она принимает участие в мероприятиях местного православного братства и преподаёт в Высшем институте экуменических исследований при Парижском католическом институте.
Начиная с прошедшего в 1975 году в монастыре Агапии первого совещания православных женщин, организатором которого выступил Всемирный совет церквей, Бер-Сижель сосредоточила внимание на исследованиях места женщины в церковной жизни. Это находит своё отражение в докладах на конференциях в Оттаве и Тантуре, а также монографиях «Министерство по делам женщин в Церкви» (фр. Le Ministère de la femme dans l’Église) и «Рукоположение женщин в Православной церкви» (фр. L’Ordination des femmes dans l’Église orthodoxe). Последняя была написана в соавторстве с епископом Каллистом (Уэром). Она получает поддержку этого направления исследований от митрополитов Антония Сурожского и Емилиана (Тимиадиса).
Принимала участие в Движении христиан за отмену пыток.
В 1993 году выпустила книгу, посвящённую своему другу и учителю Льву (Жилле) «Лев (Жилле): монах Восточной церкви» (фр. Lev Gillet : un moine de l’Église d’Orient).
Умерла 27 ноября 2005 года в возрасте 98 лет. Похоронена на кладбище Сент-Женевьев-де-Буа.

## Награды
- Монтионовская премия (1990) за книгу «Место в сердце: введение в духовность Православной церкви».

## Научные труды
- Prière et sainteté dans l’Église russe, Cerf, 1950 ; 2e éd. Bellefontaine, 1982.
- Un théologien de l'Église orthodoxe Alexandre Boukharev en dialogue avec le monde moderne, Beauchesne, 1977.
- "La Prière à Jésus ou le Mystère de la spiritualité monastique orthodoxe ", dans O. Clément, B. Bobrinskoy, E. Behr-Sigel, M. * Lot-Borodine, La douloureuse joie, Bellefontaine, 1981.
- Le ministère de la femme dans l’Église, Cerf, 1987
- Le Lieu du cœur : Initiation à la spiritualité de l’Église orthodoxe, Cerf, 1989 ; rééd. 2004.
- Lev Gillet : " Un moine de l’Église d’Orient ", Cerf, 1993 ; rééd. 2005.
- L’ordination des femmes dans l'Église orthodoxe (avec Mgr Kallistos Ware (en)), Cerf, 1998.
- Discerner les signes des temps, Cerf, 2002.

### Переводы на русский язык
- Бер-Сижель Э. Служение женщины в Церкви. — М.: ББИ, 2002. — 215 с.
- Бер-Сижель Э., Каллист (Уэр). Рукоположение женщин в Православной Церкви. — М.: ББИ, 2002. — 81 с.
- Первый франкоязычный православный приход // Альфа и Омега. 2002. — № 3 (33) — С. 324—336